# Frösö landskommun
Frösö landskommun var en tidigare kommun i Jämtlands län. Centralort var Frösön.

## Administrativ historik
Frösö landskommun inrättades den 1 januari 1863 i Frösö socken i Sunne tingslag i Jämtland  när 1862 års kommunalförordningar trädde i kraft. Den 11 mars 1898 inrättades Hornsbergs villastads municipalsamhälle inom kommunen. 1 januari 1948 blev Frösö köping, och landskommunen som helhet ombildades därmed till Frösö köping, samtidigt som municipalsamhället upplöstes.

## Kommunvapnet
Blasonering: I blått fält en av vågskuror bildad bjälke av silver, åtföljd ovanför av två sexuddiga stjärnor och nedanför av en avbildning av korset på runstenen på Frösön, allt av guld.
Detta vapen fastställdes av Kungl. Maj:t den 12 september 1945. Vapnet togs sedan över av Frösö köping efter ombildningen 1948. Se artikeln om Östersunds kommunvapen för mer information.

## Politik

### Mandatfördelning i valen 1938-1946
| 12 | 2 | 5 | 6 |

| 23 |

| 12 | 9 | 4 |

| 25 |

| 3 | 11 | 3 | 7 | 6 |

| 27 |

### Fotnoter
1. ↑  Per Andersson: Sveriges kommunindelning 1863-1993, Draking, Mjölby 1993, ISBN 91-87784-05-X, s. 93
2. ↑  ”Svenska Heraldiska Föreningens vapendatabas”. Arkiverad från originalet den 18 oktober 2012. https://web.archive.org/web/20121018011750/http://databas.heraldik.se/index.php. Läst 21 februari 2011.